# 알비냐세고
알비냐세고(이탈리아어: Albignasego)는 이탈리아 베네토주 파도바도에 있는 코무네(기초 자치체)로 베네치아의 서쪽 약 35 킬로미터 (22 mi), 파도바의 남쪽 약 7 킬로미터 (4.3 mi)에 위치한다. 2021년 3월 6일 기준, 인구는 26.006명이며 면적은 21.0 제곱킬로미터 (8.1 mi2)이다.

## 자매 도시
- 슬로바키아 갈란타, 2007년부터